# スクランブル (堀江由衣 with UNSCANDALの曲)
「スクランブル」は、堀江由衣がメインヴォーカルを務めた2004年の楽曲である。UNSCANDALが楽曲提供だけでなく演奏とコーラスで参加した共作である。
2004年10月27日にスターチャイルド（キングレコード）から、堀江由衣の5枚目のシングルとして発売された。

## パッケージ
初回限定盤はデジパック仕様で、スクランブルのPVを収録したDVDが同梱されている。英語表記はBが小文字で「SCRAMbLE」。

## 収録曲
1. スクランブル [3:45]
作詞・作曲：スズーキタカユキ、編曲：UNSCANDAL
2. Go! Go! Golden Days[2:58]
作詞・作曲・編曲：UNSCANDAL
3. スクランブル（off vocal version）
4. Go! Go! Golden Days（off vocal version）

## タイアップ
| 曲名         | タイアップ                                   |
| ------------ | -------------------------------------------- |
| スクランブル | アニメ『スクールランブル』オープニングテーマ |

## 収録アルバム
| 曲名                | 収録アルバム                           | 発売日         | 備考                  |
| ------------------- | -------------------------------------- | -------------- | --------------------- |
| スクランブル        | 『嘘つきアリスとくじら号をめぐる冒険』 | 2005年11月23日 | 5thオリジナルアルバム |
| スクランブル        | 『BEST ALBUM』                         | 2012年9月20日  | 2ndベストアルバム     |
| Go! Go! Golden Days | アルバム未収録                         |                |                       |

## カバー
- UNSCANDALによるセルフカバーが、[2005年2月23日のセカンドアルバム『UNSCANDAL』に収録された。
- 近江知永